# Remember Me (singel)
Remember Me – singel napisany przez Kristen Anderson-Lopez i Roberta Lopeza na potrzeby ścieżki dźwiękowej do filmu Coco z 2017. Powstało kilka wersji piosenki: jedną nagrał Benjamin Bratt, drugą – Anthony Gonzalez i Ana Ofelia Murguía, trzecią – Gael García Bernal, Gabriella Flores i Libertad García Fonzi, a czwartą – Natalia Lafourcade i Miguel.
Utwór zapewnił twórcom Oscara za najlepszą piosenkę oryginalną oraz był nominowany do Złotego Globu za najlepszą piosenkę i Nagrody Grammy za najlepszą piosenkę napisaną do filmu.
Piosenka została nagrana w kilkunastu lokalnych wersjach językowych; polskojęzyczny utwór „Pamiętaj mnie” nagrali Bartosz Opania, Maciej Stuhr, Julia Jarema, Michał Rosiński i Teresa Lipowska.